# Cod ATC D02
Codul ATC D02 Emoliente și protectoare este o parte a sistemului de clasificare anatomică, terapeutică și chimică a medicamentelor, un sistem dezvoltat de către Organizația Mondială a Sănătății (OMS) pentru clasificarea medicamentelor și a altor produse medicinale. Subgrupul D02 este o parte a grupului D Preparate dermatologice.
Codurile pentru preparatele de uz veterinar sunt create prin alipirea literei Q în fața codului ATC corespunzător produsului pentru uz uman; de exemplu, QD02. 

## D02A Emoliente și protectoare

### D02AE Produse cucarbamidă
D02AE01 Carbamidă
D02AE51 Carbamidă, combinații

## D02B Protectoare împotrivaradiațiilor UV

### D02BA Protectoare împotriva radiațiilor UV de uz topic
D02BA01 Acid aminobenzoic
D02BA02 Octinoxat

### D02BB Protectoare împotriva radiațiilor UV de uz sistemic
D02BB01 Betacaroten
D02BB02 Afamelanotidă